# Storselaholmen
Storselaholmen is een Zweeds eiland in de Råneälven. Het eiland ligt in het "Nedreselet", een plaatselijke verbreding (selet) in de rivier. Het is onbewoond en heeft geen oeververbinding. Het is ongeveer 4 hectare groot.
Storholmen · Storselaholmen · Storholmen · Sladaholmen · Hedholmen · Notholmen · Svedjeholmen · Tomasholmen · Niemiholm · Lillholmen · Färholmen · Sundbergholmen · Killingholmen · Holmen · Prästholmen · Börstholmen · Längholmen · Degerholmen · Kullen · Kaninholmen · Andholmen